# Perryville (Misuri)
Perryville es una ciudad ubicada en el condado de Perry en el estado estadounidense de Misuri. En el Censo de 2020 tenía una población de 8555 habitantes y una densidad poblacional de 398,76 personas por km².

## Geografía
Perryville se encuentra ubicada en las coordenadas 37°43′30″N 89°52′32″O / 37.72500, -89.87556. Según la Oficina del Censo de los Estados Unidos, Perryville tiene una superficie total de 20.63 km², de la cual 20.2 km² corresponden a tierra firme y (2.06%) 0.42 km² es agua.

## Demografía
Según el censo de 2020, había 8555 personas residiendo en Perryville. La densidad de población era de 398,76 hab./km². De los 8225 habitantes, Perryville estaba compuesto por el 95.33% blancos, el 0.75% eran afroamericanos, el 0.39% eran amerindios, el 0.9% eran asiáticos, el 0.07% eran isleños del Pacífico, el 1.28% eran de otras razas y el 1.28% pertenecían a dos o más razas. Del total de la población el 2.69% eran hispanos o latinos de cualquier raza.